# Соединение фронтов (памятник)
«Соединение фронтов» — монумент, посвящённый встрече войск Юго-Западного и Сталинградского фронтов в ходе контрнаступления советских войск под Сталинградом в рамках операции «Уран». Является объектом культурного наследия федерального значения.

## История
Монумент посвящён знаменательному событию Сталинградской битвы — исторической встрече войск Юго-Западного и Сталинградского фронтов, которое произошло 23 ноября 1942 года под Калачом в районе хутора Советский. Это событие положило начало полному окружению и уничтожению немецко-фашистских войск под Сталинградом.
Памятник воздвигнут в середине 1950-х годов на правом берегу аванпорта шлюза № 13 Волго-Донского судоходного канала в 12 километрах от исторического места соединения фронтов. Историческое место соединения фронтов было затоплено Карповским водохранилищем в начале 1950-х годов во время строительства Волго-Донского судоходного канала.
Автор монумента — народный художник СССР скульптор Евгений Вучетич, который также является автором памятника-ансамбля «Героям Сталинградской битвы» на Мамаевом кургане. Архитекторы памятника — Леонид Поляков и Леонид Дятлов.
Многопрофильный 16-метровый скульптурный монумент изображает четырёх бойцов в момент торжественной встречи двух фронтов. Это мотострелок, конногвардеец, пехотинец и танкист. За их спинами находятся знамёна фронтов.
Монумент находится на насыпном холме, высота которого составляет 11 метров. Для его возведения использовалась земля, полученная при строительстве русла Волго-Донского судоходного канала. К подножию мемориала ведёт длинная лестница. У подножия памятника с двух сторон от лестницы установлены две каменные тумбы с следующими надписями:
| Потомки наши не забудут никогда величия духа и сказочной крепости русских солдат у берегов Дона и Волги. В боях по окружению немецко-фашистских войск отличились 19-я, 45-я, 69-я, 157-я, 102-я танковые, 14-я мотострелковая и 36-я механизированная бригады. | 23 ноября 1942 г. в районе Калач — Советский, войска Юго-Западного и Сталинградского фронтов, во взаимодействии с войсками Донского фронта завершили оперативное окружение противника, что привело к последующему разгрому 330-тысячной группировки немецко-фашистских войск, прорвавшихся к Волге. |

Рядом с монументом установлен Кирилло-Мефодиевский крест работы скульптора Вячеслава Клыкова в память о погибших воинах.
К 75-й годовщине начала контрнаступления советских войск под Сталинградом памятник был отреставрирован, а территория вокруг него благоустроена.